# Katona László (színművész)
Katona László (Székelyudvarhely, 1977. november 13. –) magyar színész.

## Pályafutása
A Marosvásárhelyi Színművészeti Egyetem Szentgyörgyi István tagozatán, színész szakon szerezte diplomáját 2000-ben. 2000 és 2002 között a Marosvásárhelyi Nemzeti Színház Tompa Miklós Társulatának volt a tagja, majd 2002 augusztusában a Krétakör Színházhoz szerződött, ahol 2008-ig játszott. 2008-tól szabadúszó.

## Díjak
- 2002 – Teplánszky alakítási díj (Határon Túli Magyar Színházak Fesztiválja, Kisvárda)
- 2002 – Hunyadi László-díj
- 2010 – V. Interetnikai Színházi Fesztivál – legjobb férfi főszereplő (Rosencrantz és Guildenstern halott)

## Fontosabb színházi szerepei
- Tanár (Az ember, az állat és az erény, r. Bocsárdi László – Színművészeti Egyetem, Stúdió)
- Porkoláb (Szeget szeggel, r. Bocsárdi László – Tamási Áron Színház, Sepsiszentgyörgy)
- Károlyi Gyurka (3 : 1 a szerelem javára, r. Novák Eszter)
- George Pigden (A miniszter félrelép, r. Christian Ioan)
- Srác (Csirkefej, r. Kincses Elemér)
- Pourceaugnac úr (A hecc, r. Rusznyák Gábor)
- Férj (Példás történet, r. Barabás Olga)
- Rica Venturiano (A zűrzavaros éjszaka, r. Béres Attila)

## Filmszerepei
- Pokoli rokonok – Búzás Pál (magyar sorozat, 2025)
- Lepattanó – Szilárd (magyar film, 2024)
- Drága örökösök – A visszatérés – Varga Vilmos (magyar sorozat, 2022–2024)
- Blokád (magyar film, 2022)
- Szia, Életem! (magyar vígjáték, 2022)
- Kilakoltatás – Zsolt (magyar film, 2022)
- Keresztanyu – Dr. Krasznahorkai Antal (magyar sorozat, 2021–2022)
- Apatigris – Kriszta férje (magyar sorozat, 2020)
- Drága örökösök – Varga Vilmos (magyar sorozat, 2019–2020)
- Cseppben az élet – bíró (magyar sorozat, 2019)
- A tanár (magyar sorozat, 2018, 2020)
- Tóth János (magyar sorozat, 2017)
- Munkaügyek (magyar sorozat, 2016)
- Zsibvásár (szín., magyar kisjátékf., 2014)
- A Nibelung-lakópark (szín., magyar filmdráma, 2009)
- Etetés (szín., magyar kisjátékf., 2008)
- FEKETEország (szín., magyar színházfilm, 2007) (tv-film)
- Hanna (szín., magyar kisjátékf., 2007)
- Hazámhazám (szín., magyar színházi felv., 2007)
- A hangya és a tücsök (szín., magyar kisjátékf., 2006)
- Coming soon (szín., magyar rövid játékf., 2006)
- Határontúl (szín., magyar kisjátékf., 2004)
- Hazámhazám (szín., magyar színházfilm, 2002)
- Macerás ügyek (szín., magyar filmdráma, 2000)